# Templeton, Virginia
Templeton är en ort i Prince George County i delstaten Virginia, USA.